# Kalwaria Panewnicka
Kalwaria Panewnicka – zespół kaplic pasyjno-maryjnych usytuowanych w pobliżu klasztoru oo. franciszkanów w Katowicach wraz z przyległym terenem parkowym.
Teren wielkości 8 ha, należący do franciszkanów z Prowincji Wniebowzięcia Najświętszej Maryi Panny Zakonu Braci Mniejszych w Katowicach, ogrodzony jest murem z cegły. Na terenie kalwarii znajdują się, oprócz stacji Drogi Krzyżowej, kaplice różańcowe oraz najstarsze miejsce kultu na terenie sanktuarium − kopia Groty z Lourdes z 1905 − przy której w okresie letnim odprawiane są msze święte, a w maju nabożeństwa maryjne. Pomiędzy poszczególnymi kaplicami znajdują się asfaltowe alejki. Przez Kalwarię Panewnicką przepływa rzeka Kłodnica, nad którą wybudowano cztery mostki. Kalwaria posiada na swoim terenie ponadstuletni drzewostan. Na jej teren można dostać się przechodząc obok klasztoru (ul. Panewnicka) lub przez bramy od ul. Związkowej i ul. Franciszkańskiej.
Na kalwarii odbywają się, szczególnie w okresie Wielkiego Postu, nabożeństwa Drogi Krzyżowej w plenerze. Kalwaria jest również miejscem misteriów pasyjnych − „Kalwaria Śląska” − oraz Festiwalu Piosenki Ekologicznej Ekosong.

## Historia
Po ukończeniu budowy panewnickiej bazyliki w 1908, w następnym roku przystąpiono do prac przygotowawczych pod budowę kalwarii. W 1909 zmeliorowano teren i oznaczono miejsca przyszłych kaplic stacyjnych, wbijając drewniane pale i umieszczając na nich obrazy przedstawiające poszczególne stacje Drogi Krzyżowej. W 1911 na słupach zawieszono kapsuły z kamieniami przywiezionymi przez o. Władysława Schneidera OFM z Ziemi Świętej. Poświęcenia stacji dokonał o. Wilhelm Rogosz OFM 16 lipca 1911. Pierwsze trzy drewniane krzyże ustawiono dwa dni wcześniej. Metalowe figury Chrystusa i łotrów, wykonane w Kolonii, zawisły na nich 4 kwietnia 1912. W tych samych latach zasadzono na terenie kalwarii drzewa liściaste. Przed I wojną światową powstały dwa projekty budowy kaplic kalwaryjskich: Maximiliana Sliwki z Zabrza oraz P. Schreinera z Regensburga.
Decyzję o budowie podjęto jednak dopiero po odzyskaniu przez Polskę niepodległości. W 1936 prowincjał Michał Porada OFM wraz z ojcami Wilhelmem Rogoszem i Karolem Bikiem ogłosili konkurs na projekt kaplic kalwaryjskich, chciano odejść od pierwotnych projektów niemieckich. Konkurs wygrali architekci lwowscy Jan Krug i Tadeusz Brzoza. Wybrano styl neoromański z eksperymentalnymi rozwiązaniami dążącymi w kierunku awangardowym, łącząc funkcjonalizm z modernizmem. Do współpracy zaproszono m.in. Xawerego Dunikowskiego, Antoniego Michalaka, Antoniego Mehla i Mariana Wnuka. Prace budowlane, którymi kierował o. Karol Bik, przerwała II wojna światowa. W chwili jej wybuchu większość kaplic była już wybudowana, brakowało wykończenia. Nie zaczęto jeszcze budować stacji X.

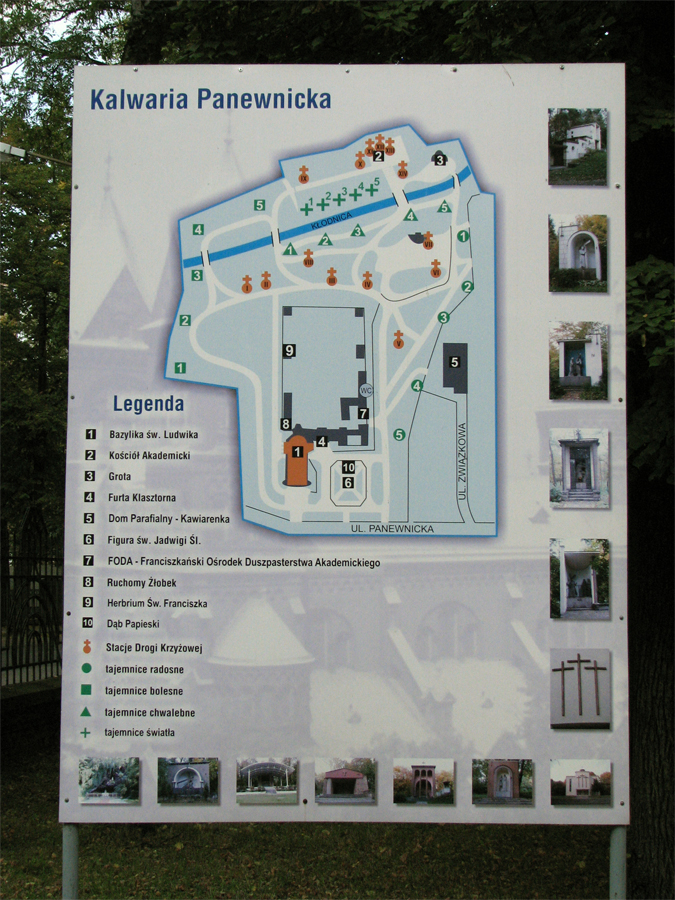
Plan kalwarii

W okresie PRL odpowiedzialnymi za budowę byli o. Innocenty Glensk i proboszcz o. Norbert Chudoba. Pomimo wielu trudności prace ukończono w 1953. Zaraz też przystąpiono do budowy piętnastu kaplic różańcowych. Autorami stacji są arch. Andrzej Mastej i arch. Stanisław Sepioła. Iskrą było nadanie w 1954 kościołowi panewnickiemu tytułu Wniebowzięcia NMP i zaliczenie zespołu klasztornego do sanktuariów maryjnych. Kaplice różańcowe części radosnej z rzeźbami Karola Muszkieta zostały poświęcone przez bpa Herberta Bednorza 24 listopada 1957. Ten sam biskup poświęcił 4 października 1959 serię kaplic bolesnej części różańca. Rzeźby do nich wykonali S. Białek, F. Józefowicz i Bronisław Koniuszy z Krakowa. Część kaplic chwalebnych bp Bednorz poświęcił 22 września 1963. Majolikowe płaskorzeźby wykonały do nich krakowskie artystki: Grażyna Borkowska-Niemojewska, Ewa Żygulska oraz Janina Kluziewicz-Karbowska. W 1964 przystąpiono do budowy kaplicy św. Rafała Archanioła, patrona pątników. Brak pozwolenia władz państwowych zadecydował o zaniechaniu budowy.

## Stacje Drogi Krzyżowej
Założenie topograficzne Panewnickiej Kalwarii w sposób pośredni opiera się na topografii Miejsc świętych w Jerozolimie (usytuowanie ostatnich stacji Drogi Krzyżowej na wzniesieniu, most na Cedronie itp.). Budowniczowie, bazując na idei franciszkanina, wieloletniego misjonarza w Palestynie o. Władysława Schneidera OFM, który uczestniczył w powstawaniu wcześniejszej z chronologicznego punktu widzenia Kalwarii Piekarskiej, wzorowali się na znanych kalwariach związanych z historią Zakonu Franciszkańskiego: w Kalwarii Zebrzydowskiej i na Górze św. Anny. Chociaż w Panewnikach znalazł się Ratusz Piłata ze sceną Ecce Homo (stacja I) oraz Święte Schody (gradusy), zabrakło Grobu Pańskiego zbudowanego według wzoru jerozolimskiego z dwoma oddzielnymi pomieszczeniami i kaplicy Zrzucenia Jezusa do Cedronu, oba tradycyjne elementy istnieją w Kalwarii Zebrzydowskiej i na Górze św. Anny. Nie zastosowano też odległości jerozolimskich znanych w Europie już od czasów średniowiecza za sprawą Adrichimiusza. W sumie na kalwarię w Katowicach-Panewnikach składa się 12 kaplic:
- I stacja − Jezus na śmierć skazany. Wybudowana w 1938 ze składek mieszkańców Ligoty. Zewnętrzną rzeźbę Ecce Homo wykonał w piaskowcu Marian Wnuk. Wewnątrz kaplicy znajdował się obraz Pan Jezus przed Piłatem z 1937 autorstwa Antoniego Michalaka. Od 1956 w gradusach znajdują się relikwie św. Justyna Męczennika.
- II stacja − Jezus bierze krzyż na swoje ramiona. Kaplica ukończona w 1948. Rzeźba w sztucznym kamieniu Chrystus z krzyżem autorstwa br. Leonarda Bannerta OFM.
- III stacja − Jezus upada po raz pierwszy. Kaplica ukończona w 1947. Rzeźba przedstawia Chrystusa dotykającego kolanem ziemi. Dekorację wykonał Edward Czuch z Bytomia.
- IV stacja − Jezus spotyka Matkę swoją. Budowę tej kaplicy rozpoczęto w 1938, ukończona została dopiero w 1950. Figury Chrystusa i Matki Bożej wyrzeźbił w sztucznym kamieniu br. Leonard Bannert OFM.
- V stacja − Cyrenejczyk pomaga nieść krzyż Jezusowi. Kaplica wzniesiona i poświęcona w 1939. Fundacja pracowników huty „Baildon”. Ewangeliczną scenę wyrzeźbił Marian Wnuk ze Lwowa. Kaplica spełnia rolę kaplicy pogrzebowej dla zakonników.
- VI stacja − Weronika ociera twarz Jezusa. Kaplica poświęcona 4 września 1938. Fundacja katolickich stowarzyszeń istniejących przy kościele panewnickim. Rzeźba w kamieniu pińczowskim autorstwa Mariana Wnuka.
- VII stacja − Jezus upada po raz drugi. Poświęcona 4 września 1938. Fundacja parafian z Panewnik. Kamień do budowy stacji pochodził z Katowickiej Hałdy. Autorem rzeźb był Antoni Mehl z Krakowa. W 1984 dobudowano podium. Kaplica służy jako ołtarz polowy.
- VIII stacja − Jezus pociesza płaczące niewiasty. Prace rozpoczęto przed II wojną światową. Kaplicę ukończono w 1950. Rzeźby wykonał br. Leonard Bannert OFM.
- IX stacja − Jezus upada po raz trzeci. Kaplica ukończona w 1952, okratowanie z 1983.
- X stacja − Jezus z szat obnażony. Stacja ukończona w 1950. Figury Chrystusa i oprawcy wykonała Angelina Jury-Petrucco z Katowic-Załęża.
- Kaplica Ukrzyżowania − w jej wnętrzu upamiętnione zostały trzy kolejne stacje Drogi Krzyżowej (Stacje XI, XII i XIII − Jezus do krzyża przybity, Śmierć Jezusa na krzyżu i Jezus zdjęty z krzyża). Powstała według projektu Jana Kruga i Tadeusza Brzozy. Średnica wnętrza rotundy wynosi 12 m. Roboty budowlane ukończono w 1948. Polichromie autorstwa Edwarda Daniela Czucha. Poświęcenie nastąpiło 5 sierpnia 1951. Przedwojenna fundacja magistratu katowickiego. W latach 1968–2009 kościół pełnił funkcję kaplicy akademickiej dla FODY.
- XIV stacja − Jezus złożony do grobu. Rzeźba autorstwa br. Leonarda Bannerta OFM z 1953. Okratowanie z 1983.

## Kaplice różańcowe
Całość zespołu kaplic różańcowych została ukończona i poświęcona w 1963, a więc przed wydaniem listu apostolskiego papieża Jana Pawła II Rosarium Virginis Mariae wprowadzającego zmiany w formie odmawiania modlitwy różańcowej – 16 października 2002. List ten, oprócz dotychczas odmawianych 15 tajemnic, wprowadził nowe tajemnice światła. Na Kalwarii Panewnickiej istnieje 15 stacji odpowiednio ilustrujących tajemnice radosne, bolesne i chwalebne. Istnieje projekt budowy brakujących 5 kaplic wzdłuż Kłodnicy. 15 kaplic różańcowych Kalwarii Panewnickiej to:
- Kaplica Zwiastowania − ukończona w 1956 przedstawia Archanioła Gabriela klęczącego przed Maryją.
- Kaplica Nawiedzenia − ukończona w 1956 przedstawia scenę spotkania Matki Bożej ze św. Elżbietą.
- Kaplica Bożego Narodzenia − ukończona w 1957 przedstawia scenę narodzenia Chrystusa.
- Kaplica Ofiarowania Pańskiego − ukończona w 1957. Przedstawiona została Matka Boża i Symeon trzymający Dzieciątko w objęciach.
- Kaplica Znalezienia − ukończona w 1957. Rzeźba Maryi i Jezusa wśród kapłanów żydowskich.
- Kaplica Ogrójca − fundacja Klary Rzychoń z 1958. Przedstawiony został klęczący Chrystus z uczniami w Getsemani.
- Kaplica Ubiczowania − kaplica z 1958 z obrazem przedstawiającym "Umęczonego Jezusa w domu Kajfasza".
- Kaplica Cierniem Ukoronowania − z rzeźbą Chrystusa w koronie z cierni. Druty kolczaste są odniesieniem do obozów koncentracyjnych II wojny światowej i łagrów radzieckich.
- Kaplica Niesienia Krzyża − rzeźba Chrystusa niosącego krzyż i grupy oprawców.
- Kaplica Ukrzyżowania − figury Ukrzyżowanego i łotrów z 1911 umieszczone zostały na żelbetonowych krzyżach wysokości 10 m.
- Kaplica Zmartwychwstania − przedstawia anioła siedzącego u wejścia do grobu i trzy Marie.
- Kaplica Wniebowstąpienia − symboliczne stopy Chrystusa i grupa Apostołów z Matką Bożą.
- Kaplica Zesłania Ducha Świętego − wzorująca na tradycyjnych przedstawieniach scena z Wieczernika. Duch Święty w postaci gołębicy.
- Kaplica Wniebowzięcia NMP − rzeźba w majolice. Na ścianie w rysunku natynkowym: Pius XII, św. Bernard, św. Bonawentura, św. Antoni Padewski i św. Jan Ewangelista.
- Kaplica Ukoronowania NMP − postać Maryi wysoko nad ziemią, aniołowie wkładają jej na głowę koronę.

## Drzewostan
Drzewa zostały posadzone zaraz po ukończeniu bazyliki i klasztoru w 1909. Na obszarze kalwarii rosną: klony pospolite, jawory, lipy drobnolistne, brzozy brodawkowate, robinie akacjowe, olsze czarne (niektóre bardzo okazałych rozmiarów), dęby szypułkowe, jarzębiny, topole, modrzewie i sosny. Nad Kłodnicą zachował się fragment łęgu jesionowo-olszowego. W zachodniej części rośnie dąb szypułkowy o obwodzie 3,55 m.
W latach 2002–2005 posadzono na terenie kalwarii ok. 400 nowych drzew.